# 민사소송의 법원

## 법원(法院)
법은 같은 사건에 대하여 3회의 재판을 인정하고 그 결과에 의하여 재판은 확정된다. 이러한 조직을 3심제라고 한다. 제1심(지방법원)에서 심리를 행하고 재판을 내린다. 이 재판에 불복하는 자는 항소심(따라서 제2심：고등법원)에 불복을 신청하고 판결을 구한다. 또다시 이 판결에 불복하는 자는 상고(제3심： 대법원)를 할 수가 있다. 이러한 제1심·항소심·상고심으로서의 역할을 하는 법원은 다음과 같다. (1) 우선 최초로 소를 받아서 심리를 시작하는 법원이 제1심으로서의 역할을 하게 된다. 이 최초에 사건에 손을 대는 법원(지방법원)은 단독판사와 합의부의 두 종류가 있다(이 밖에 가정법원이 있으나 이것은 가정사건의 특수한 케이스에 관한 것이므로 예외이다). (2) 단독판사와 합의부의 판결에 대한 항소를 받는 법원은 다음과 같이 결정한다. 단독판사가 제1심인 경우는 합의부가 항소심이 된다. 합의부가 제1심인 경우는 고등법원이 항소심으로 된다. (3) 최후의 심리가 되는 상고심의 역할을 이루는 것은 대법원이다. 대법원은 법원 중 최고·유일의 법원으로서 헌법 101조에 의하여 그 설치가 직접 인정되고 있다. 대법원장과 그리고 13인의 대법관으로 구성되어 있으며 심리를 하는 경우에는 대법관 전원의 3분의 2 이상으로 구성되는 합의체(대법원)와 3인 이상으로 구성되는 부(소법정)라는 합의체로 나뉜다.
법원에는 행정법원, 특허법원, 군사법원, 가정법원과 같이 특수 및 전담 업무 법원이 따로 있다. 본안사건에서의 상소를 항소, 상고로 나누고 신청사건에서의 상소를 항고, 재항고로 나눈다.

### 법원의 관할
대한민국의 전국 각지에 설치되어 있는 법원이 서로 어떠한 범위의 권한을 가지고 있는 것인가? 이러한 법원의 재판권의 분장(分掌)을 관할이라고 한다. 따라서 소를 제기하려는 자는 우선 이러한 각 법원의 관할을 잘 조사하여 재판권을 가지고 있는 법원에 소를 제기하지 않으면 나중에 여러가지의 문제를 일으키는 원인이 된다. 그래서 이러한 법원의 관할을 어떠한 방법으로 조사하여 올바른 법원을 찾아낼 수가 있을 것인가. 그 착안점은 ① 소를 제기하려고 생각하는 피고가 어디에 살고 있느냐 하는 것, ② 해결을 구하려는 분쟁을 금전적으로 측정하여 얼마나 되는가를 조사하는 것, ③ 법원을 정함에 있어서, 당사자간에 약정이 있는가를 조사하는 것, ④ 사건의 내용에 따라서 법률로써 법원이 정하여져 있는가를 조사하는 것 등이다. 이들 중 ① 상대방을 중심으로 법원의 재판권을 조사하는 것, ② 분쟁의 금전적 측정 등은 특히 중요한 것이다. (1) 법원의 관할은 사람을 중심으로 소를 제기하는 경우에는 피고의 주소 혹은 거소에 의하여 정하여지고, 상대방이 상인이나 회사라면 그 주된 영업소 혹은 주된 사무소에 의하여 관할법원이 정해진다. 그러나 자동차 사고의 발생과 같은 경우는 그 사고현장이 속하는 지역의 관할법원에 소를 제기하여야 한다(지방관할). (2) 그런데 위에서 설명한 바와 같이 최초에 사건을 취급할 권한을 가지는 것에는 단독판사와 지방법원 합의부의 두 가지가 있다. 예를 들면 빌린 돈을 갚으라는 소를 제기하는 경우, 우선 해결을 구하려는 분쟁을 금전적으로 측정해서 소송물의 가격이 3,000만원 이하라고 판단되면 단독판사, 3,000만원을 넘는다고 판단되면 지방법원 합의부에 소를 제기해야 한다(사물관할).

## 참고 자료
- 조상희, 『법학전문대학원 민사소송법 기본강의』. 한국학술정보(주), 2009. ISBN 978-89-534-2307-7